# Ледесма, Хуан Элисео
Хуа́н Эли́сео Леде́сма (исп. Juan Eliseo Ledesma, псевдоним — Команданте Педро (исп. Comandante Pedro); 1952 — 10/11 декабря 1975) — аргентинский революционер и партизан.
В начале 1970-х гг. занимался участвовал в экспроприациях для пополнения бюджета Революционной народной армии. Участвовал в подготовке штурма казарм в Монте-Чинголо (пригород Буэнос-Айреса). В декабре 1975 г., незадолго до выполнения операции был арестован. Несмотря на то, что подвергался жестким пыткам, не выдал план операции. Убит в заключении.